# نورمن کراسنا
نورمن کراسنا (انگلیسی: Norman Krasna؛ زاده ۷ نوامبر ۱۹۰۹ درگذشته ۱ نوامبر ۱۹۸۴) یک فیلم‌نامه‌نویس اهل ایالات متحده آمریکا بود. وی بین سال‌های ۱۹۳۲ تا ۱۹۶۴ میلادی فعالیت می‌کرد.